# Jazz français
Pour les articles homonymes, voir French et Jazz (homonymie).
Genres dérivés
Zazou, jazz manouche, pop française, blues français
Jazz français ou French jazz (signifiant Jazz français, en anglais) est un genre musical, variante française du jazz américain.

## Histoire
Originaire de la La Nouvelle-Orléans en Louisiane et du Sud des États-Unis de la fin du XIXe siècle, le jazz connait un important succès aux États-Unis, en particulier avec l'ère du jazz américaine et les big band jazz des années 1920 aux années 1940, puis avec le bebop, jusqu’à l'avènement du rock 'n' roll des années 1950.
Les français découvrent la nouvelle mode parisienne du swing-jazz, et du Charleston, symbole de la culture américaine émergente d'alors des Années folles et des Roaring Twenties, avec les premiers groupes de jazz Nouvelle-Orléans et de blues américains, arrivés avec succès à Paris avec l'entrée des États-Unis dans la Première Guerre mondiale et le débarquement de l'Armée américaine en France (en particulier avec les jazzmen des Harlem Hellfighters du 369e régiment d'infanterie de New York). Le swing-jazz américain se fait également connaitre en France avec les nombreux succès des premiers standards de jazz en disque 78 tours de stars américaines du jazz internationales de l'époque, dont Louis Armstrong, Duke Ellington, Cab Calloway, Joséphine Baker, Sidney Bechet, Ella Fitzgerald, Benny Goodman, ou Glenn Miller,,,... et par le succès de leurs passages en concert à Paris lors de leurs tournées européennes.
Paris devient alors un des hauts lieux de jazz mondial, avec ses nombreux clubs de jazz parisiens des quartiers des Champs-Élysées, Pigalle, Montmartre, Montparnasse, Saint-Germain-des-Prés, et Quartier latin de la Rive gauche, dont Le Bœuf sur le toit (1922), le Hot Club de France (1932), et sa revue La Revue du jazz (1929), La Roulotte (1943), Le Club Saint-Germain (1948), Le Caveau de la Huchette, (1948), Le Vieux Colombier (1949)... Le jazz influence de nombreux compositeurs de musique française depuis l'entre-deux-guerres, dont Maurice Chevalier, Ray Ventura, Django Reinhardt et Stéphane Grappelli et leur jazz manouche du Quintette du Hot Club de France, le jazz zazou des années 1940 (inspiré par Cab Calloway, avec Johnny Hess et Charles Trenet, Boris Vian, Henri Salvador, Eddie Barclay...), Claude Nougaro, Manu Dibango, Michel Legrand, Michel Jonasz, Michel Petrucciani, Thomas Dutronc... À la suite de son triomphe au Festival de jazz de Paris de 1949, la star de jazz américaine Sidney Bechet décide de s'installer définitivement en France avec ses partenaires français Claude Luter et André Réwéliotty,,,.
Parmi les grands musiciens de jazz français, on peut également citer : Claude Bolling, Sacha Distel, Daniel Humair, Didier Lockwood, Jacques Loussier, Pierre Michelot, Michel Portal, Martial Solal, René Urtreger et Maurice Vander.

## Hommages
- 1970 : Walt Disney Pictures rend hommage au French jazz avec son dessin animé à succès Les Aristochats, qui interprètent leur standard de French jazz international Tout le monde veut devenir un cat, dans leur grenier des toits de Paris[13].